# Zweite Schlacht von El Teb
 Aba – Dschebel Gedir I – Sennar I – Dschebel Gedir II – al-Ubayyid I – al-Ubayyid II – Sennar II – Sinkat – El Teb I – Scheikan – El Teb II – El Teb III – Tamanieh – Khartum – Abu Klea – Gallabat – Toski – Firket – Atbara – Omdurman – Umm Diwaykarat
Die Zweite Schlacht von El Teb (29. Februar 1884) fand während des Mahdi-Aufstandes im Sudan statt. Einer britischen Einheit unter General Gerald Graham gelang es, die Mahdisten unter Osman Digna zu schlagen.

## Ausgangslage
In Sudan war 1881 der Mahdi-Aufstand ausgebrochen. Der Mahdisten-General Osman Digna trug die Mahdiya in den Osten des Sudans. Am 4. Februar 1884 konnte er ein Heer unter Baker Pascha in der Ersten Schlacht von El Teb schlagen. In Großbritannien heizte die Niederlage Bakers die Forderungen nach dem Eingreifen regulärer britischer Truppen an. Um die für die Sicherung der Seewege nach Indien wichtige Küste des Roten Meeres zu halten und eine Alternative zur Route nach Khartum über den Nil aufrechtzuerhalten, entsandten die Briten nun eigene Truppen nach Sawakin. Am 12. Februar landete die Suakin Field Force unter General Gerald Graham. Sie hatte am Anglo-Ägyptischen Krieg teilgenommen und war nun teilweise auf dem Rückweg nach Indien.

## Die Schlacht
Am 21. Februar 1884 verließ eine Truppe unter dem Kommando von General Gerald Graham Trinkitat in Richtung El Teb. Die Truppe bestand aus 4500 Soldaten mit 22 Kanonen und 6 Maschinengewehren. Am 29. Februar näherten sie sich der Hauptstellung der Mahdisten auf einem Hügel bei El Teb. Die Stellung war mit Gräben und Gewehrstellungen ausgebaut. Die Mahdisten hatten auch verschiedene Artilleriegeschütze zu ihrer Verfügung, die sie bei Tokar erbeutet hatten (darunter eine Krupp’sche Kanone) und die teilweise von Überläufern bedient wurden. Die britischen Truppen bildeten ein Karree und versuchten, unter dem Schutz von starkem Gewehr- und  Artilleriefeuer, die Stellung der Mahdisten von der Rückseite zu erreichen. Nach einem kurzen Artilleriegefecht wurden die Geschütze der Mahdisten ausgeschaltet und die britischen Truppen konnten angreifen. Die Mahdisten deckten sich in Gräben, um so dem feindlichen Feuer zu entgehen. In der Folge stürmten sie in kleinen Gruppen von 20 bis 30 Mann (und nicht im erwarteten Massenangriff) auf die Angreifer zu. Eine andere Taktik war es, sich während des Angriffs der britischen Kavallerie tot zu stellen und dann, als diese sich langsam zurückzog, aufzuspringen und erst die Sehnen der Pferde durchzuschneiden und in der Folge die Reiter anzugreifen. Auf dem Hügel hatten die Mahdisten eine kleine Siedlung befestigt und leisteten erbitterten Widerstand. Die britische Infanterie musste die Mahdisten im Nahkampf mit dem Bajonett in ihren Stellungen bekämpfen.

## Ergebnis
Die Truppen unter Führung Grahams marschierten nach der Einnahme der Stellung bei El Teb nach Tokar und stießen nicht auf weiteren Widerstand. Nach der Schlacht wurde ein Großteil der Waffen, die Baker verloren hatte, wiedergefunden. Die Briten erlitten nur leichte Verluste, da das Feuer der Mahdisten meist sehr ungenau war. Baker, der die Truppen begleitete, wurde am Kiefer verletzt. Die Mahdisten erlitten schwere Verluste, allein 2000 ihrer Kämpfer wurden getötet. Trotz seines Sieges war sich Graham bewusst, dass die Truppen Osman Dignas keineswegs geschlagen waren und noch immer große Unterstützung aus der Bevölkerung erhielten. Darum verließen die britischen Truppen Suakin am 10. März 1884 mit der Absicht, den Anhängern des Mahdi eine eindeutige Niederlage zuzufügen. Am 13. März 1884 kam es zur Schlacht von Tamanieh.